# Jette Torp
Jette Torp (født Andersen 16. december 1964 på Frederiksberg) er en dansk sanger og entertainer. Hun er mor til skuespiller Sofie Torp. 

## Opvækst og karriere
Som 5-årig flyttede hun og familien til Ry. Hun forsøgte sig efter gymnasiet med musikvidenskab ved Aarhus Universitet, men endte med at blive uddannet i almen musikpædagogik fra Det Jyske Musikkonservatorium i 1988. Hun blev kendt i en bredere offentlighed, da hun i 1992 medvirkede i Finn Nørbygaards show Biz. Året efter debuterede hun med sit eget show, men fortsatte også samarbejdet med Nørbygaard. Det resulterede i 1994 i showet Musik & Fis, der blev en stor succes[kilde mangler]. I 1994-1995 blev showet opført 170 gange over hele landet. Hun deltog i Dansk Melodi Grand Prix i 1997 med "Utopia". Sangen endte på andenpladsen.
Jette Torp udsendte sit debutalbum, Here I Am i 1998, der bl.a. indeholdt singlerne "Blowin' in the Wind" (oprindeligt af Bob Dylan) og "Every Time You Cry", der er en duet med Andrew Strong. Albummet var produceret af Jan Glæsel, og opnåede en førsteplads på hitlisten. Albummet modtog platin, og har solgt over 80.000 eksemplarer.
Hendes andet album, What If I Do udkom i september 1999. Albummet indeholder hovedsageligt nyskrevne numre. Mundharmonikaspilleren Toots Thielemans medvirker på sangen "You've Got That Smile Upon Your Face", som Jette Torp har skrevet i samarbejde med Jan Glæsel, der også har produceret. Albummet modtog guld og solgte 35.000 eksemplarer.
I 2004 blev hun nomineret til Årets danske country-album ved Danish Music Awards Folk for albummet Snowflakes In Fire.
I 2006 var hun dommer i Scenen er din, og i 2008 medvirkede hun i Vild med dans. I 2009 medvirkede Torp i The GoGo Show i Tivoli Friheden i Aarhus. Hun har også været holdkaptajn i tv-quizzen Charlie Quizzen på TV 2 Charlie.

## Privat
Jette Torp er søster til tv-værten og sangerinden Dorthe Andersen.
Torp blev gift med entertaineren Claus Pilgaard i december 2004, også kendt som Klaus Wunderhits eller blot Chili Klaus, som mest af alt er kendt for at spise utroligt stærk chili på internettet og TV. Parret valgte at gå fra hinanden i 2015 efter næsten 11 års ægteskab.

## Diskografi
- Here I Am (1998)
- What If I do (1999)
- New Tracks (2001)
- Snowflakes in Fire (2002)
- Past the Point of Rescue (2003)
- Close to You – 14 enestående Carpenters klassikere (2006)
- MikrofonSangerinde (2007)
- Der er ingenting i verden så stille som sne (2009)
- Close to You (2011)